# David Popper
Pour les articles homonymes, voir Popper.
David Popper, né à Prague le 18 juin 1843 et mort à Baden bei Wien le 7 août 1913, est un violoncelliste et compositeur originaire de Bohême, sujet austro-hongrois qui fit carrière dans l'Empire autrichien.

## Biographie
Fils d'un chantre de synagogue, David Popper commence son apprentissage très jeune avant d'entrer au conservatoire de Prague. Il étudie ensuite avec le violoncelliste allemand Julius Goltermann. Ses dons attirent vite l'attention et il fait sa première tournée en 1863 en Allemagne, où il rencontre Hans von Bülow, en Suisse, aux Pays-Bas et en Angleterre. Il acquiert une solide renommée pour sa superbe sonorité et sa technique transcendante. 
Il fait ses débuts à Vienne, en 1867, en tant que violoncelle solo du Wiener Hofoper, mais démissionne afin de se consacrer à sa carrière de soliste acclamé. Il compose son premier concerto pour violoncelle en 1871. En 1891, il termine son Requiem, écrit à Londres, qui est généralement considéré comme sa composition la plus célèbre. Il devient professeur au Conservatoire de Budapest en 1896. Ses études (publiées en 1901-05) sont encore utilisées de nos jours par les violoncellistes.

## Œuvres
- Concertos pour violoncelle et orchestre en Ré, opus 8
- Concertos pour violoncelle et orchestre en Mi, opus 24
- Elfentanz, pour violoncelle et orchestre ou piano, opus 39
- Im Walde, suite pour violoncelle et orchestre ou piano, opus 50 (1882)
- Papillon, pour violoncelle et orchestre, opus 34
- Requiem, pour 3 violoncelles et piano, opus 66 (terminé en 1891 à Londres)
- Sérénade, pour violoncelle et piano, opus 54.2
- Das Spinnrad oder Spinnlied, pour violoncelle et piano, opus 55
- 3 Stücke, pour violoncelle et piano, opus 11 (1874) (3. Mazurka, pour violoncelle et piano)
- 3 Stücke, pour violoncelle et piano, opus 64 (publié en 1892)
- Wie einst in schöner'n Tagen, pour violoncelle et piano
- Suite pour 2 violoncelles, opus 16 (paru en 1876)
- Tarentelle, pour violoncelle et orchestre, opus 33
- Ungarischer Rhapsodie, pour violoncelle et piano ou orchestre, opus 68 (publié en 1894)
- Gavotte, pour violoncelle et piano, opus 23
- Menuetto, pour violoncelle et piano, opus 65, No. 2
- Gnomentanz, pour violoncelle et piano, opus 50, No. 2

## Discographie
- Janos Starker : Pièces romantiques favorites pour violoncelle
- Raphaël Pidoux : Pièces de virtuosités pour violoncelle et accordéon (transcription)
- Henri Demarquette : 3 Stücke, pour violoncelle et piano op.11